# 出町子供歌舞伎曳山祭
出町子供歌舞伎曳山車祭（でまちこどもかぶきひきやままつり）は、富山県砺波市中心市街地（出町地区）にある出町神明宮の春季祭礼で、子供達が曳山の上（舞台）で歌舞伎を演じる。4月16･17日とされていた上演日は、2009年（平成21年）より4月29･30日に変更となった。

## 歴史と概要
日本全国に残る素人歌舞伎の中で、全国8ヶ所（不定期は除く）に伝承されている曳山子供歌舞伎山の一つである。曳山上の舞台で子供達が歌舞伎を演じるところが特徴で、この地方でかつて盛んだった浄瑠璃と曳山が結びついたものが始まりといわれる。舞台で演じる役者達は小学生の男女で、指定された各所に曳山を移動し、口上を述べた後その年に選んだ外題（演目）を演じる。第2次世界大戦以前の演者は男の子だけで行っていた。
1649年（慶安2年）に町立てされた出町地区にて、江戸時代中期の天明年間（1781年 - 1789年）より曳山は行なわれていたとされるが、出町の蔵宿であった後藤（鷹栖屋）甚兵衛の諸道具夜具買入帳には、「天明9年（1789年）西町引き山ノ台新出来」と記されていることから、天明9年または寛政元年（いずれも1789年）より西町によって行なわれた説が有力である。また、3町の曳山が揃ったとされるのは、1911年（明治44年）の五嶋家三代にわたる吉凶帳（日記）に、「百年前の3月16日より18日までの春祭りに西町・東町・中町の3基が出て、曳山の子供芝居が行われた」とあり、西町の曳山創建から22年後の1811年（文化8年）には3基が揃い、その上で子供芝居が行われていたとされるが、1856年（安政3年）の五島家三代にわたる吉凶帳には「当町（出町）も曳山歌舞伎芝居三町共出来」と記されている。
1968年（昭和43年）まで3町すべてが曳山を出して子供歌舞伎を演じていたが、翌1969年（昭和44年）より毎年1町ずつの交代制（西町→東→中町）とし、その年の当番町が数箇所の公演場所を順番に回り歌舞伎を演じる。なお、1988年（昭和63年）の出町曳山200年祭には、20年ぶりに3町が歌舞伎共演を行った。
1967年（昭和42年）には砺波市指定文化財、その後2002年（平成6年）2月24日には富山県の無形民俗文化財に指定されている。なお、保存会名は「砺波子供歌舞伎曳山振興会」である。また2006年（平成18年）に、「とやまの文化財百選（とやまの祭り百選部門）」に選定され、2009年（平成21年）には文化功労表彰・文部科学大臣表彰を受けている。
富山県内では、おもに江戸時代から明治期に掛けて9か所、石動〔今石動〕（小矢部市）7基、戸出（高岡市）1基、滑川（滑川市）2基、魚津（魚津市）11基、浦山（黒部市）3基、入善（入善町）2基、水橋（富山市）1基、伏木国府下町（高岡市）1基、で歌舞伎曳山（山車）が建造され、舞台上で子供曳山歌舞伎が演じられていたとされる（一部地区は歌舞伎が演じられたか不明確なため）。しかしその後次々と廃絶し、昭和に入り現在まで継承されているのはここ出町のみとなっている。なお、なお廃絶した8か所の内、石動・入善・戸出の曳山の一部は分解され保管されており、石動の川原町（現 今石動町1丁目）の歌舞伎山車は曳き出せる形で現存し、昭和63年（1988年）6月20日に小矢部市の有形民俗文化財に指定されている。
祭礼1日目（29日）には当番町が早朝より準備に掛かり、午前9時30分準備会場より「おねり」といわれる子供役者達のお披露目行列を出町神明宮まで行いお祓いを受ける。お祓いを受けた子供達は神様の依代（よりしろ）とされ、そこからは大人達に担がれて曳山へ上がり、神明宮での奉納歌舞伎を行い、その後当番町以外の2町の各所（5、6か所）を中心に巡り、午後9時ごろまで歌舞伎を演じる。公演を行なわない2町の曳山は各町の屋外に展示し、夕方の公演場所では3町曳き揃えが行われ、当番町の曳山を真ん中に挟み3基が並び、役員や来賓の挨拶、子供たちによる三味線の演奏発表などの後、当番町による子供歌舞伎公演が行われる。2日目（30日）は当番町の各所（5、6か所）を中心に巡り、留め山（千秋楽）の上演後には舞台上から子供役者達による餅まきが行われる。なお、雨天の場合は砺波市出町子供歌舞伎曳山会館内ホールや、町内の寺院内で演じられる。
また、28日午後や夕方より「稽古上げ」として1〜3ケ所で演じられるほか、5月初めには、同時期に毎年同市の砺波チューリップ公園で行なわれる、となみチューリップフェア会場内、公園に隣接する砺波市文化会館、また砺波市出町子供歌舞伎曳山会館などで、子供歌舞伎の特別公演を行なっている。
2020年（令和2年）3月17日、新型コロナウイルス感染症の拡大を受け、関係諸団体はこの年の開催中止を決定。引き続き2021年（令和3年）の祭礼も中止とし、代替事業として、砺波市出町子供歌舞伎曳山会館前での曳山3基の展示と、出町神明宮での歌舞伎の中の舞の奉納などを行う予定である。

## 出町と浄瑠璃文化
出町に浄瑠璃を伝え子供歌舞伎と結び付ける元となったのが、天保の頃（1830年-1843年）に京都で浄瑠璃を学び出町の若者に伝えた、水島村（現 小矢部市水島）の真宗大谷派・勝満寺の住職と言われ、浄瑠璃はこの地に根付き盛んに行われるようになった。その後、江戸末期から明治中期にかけて黄金期を迎え花開き、このころには「一口浄瑠璃知らぬは男の恥」とさえ出町では言われた。現在では子供たちの三味線教室、浄瑠璃教室、義太夫を務める大人たちの講習会などを開くなど、後継者育成も行っており、祭礼中の3町曳き揃えでは子供たち（小・中・高生）による三味線の演奏発表、毎年11月下旬には、各町の太夫や三味線奏者による「出町浄瑠璃大会」などが開かれている。

## 子供歌舞伎と人形浄瑠璃
出町では遅くとも1811年（文化8年）より以前に3基の曳山舞台にて子供芝居が行われていたことがわかっているが、最も古い西町の曳山では子供歌舞伎とともに人形浄瑠璃（文楽）が行われていたことがわかっている。しかし人形浄瑠璃は、1888年（明治21年）ごろまで継続されたものの、その後大正の初めごろまでは単発的に行われるだけになり、明治中期から廃れていってしまい現在では行われていない。現存する浄瑠璃人形や史料は、砺波市出町子供歌舞伎曳山会館や砺波郷土資料館に展示、保存されている。また、中町も人形浄瑠璃を単発的に行っていたことがわかっている。
出町に受け継がれている歌舞伎の外題（演目）は25演目以上ある。当番町によって前年に外題の選定と決定がなされ、衣装、かつら、小道具などの準備が始まり、冬休みに入ると稽古始めとして「顔合わせ」が行われ、台本の読み合わせにより配役を決定し、指導者のもとせりふ回しや所作などの厳しい稽古が始まる。祭礼当日までは土日を中心に、春休みにはほぼ毎日行われ、祭礼前日の28日には「稽古上げ（リハーサル）」を行い祭礼当日を迎える。なお口上、浄瑠璃語り（「太夫」）、三味線などの囃し方、黒衣（黒子）は大人が務める。
子供歌舞伎の衣装は各山方がそれぞれ保管しているが、これは出演する子供達の親達が自前で衣装を作り寄贈したためである。全国各地の曳山子供歌舞伎で衣装やかつらを自前で準備しているのは全国的にも出町だけの特徴である。
2015年（平成27年）には、出町初お目見えの外題（演目）「釣女」が演じられた。

## 曳山
曳山3基の構造は、ほぼ同じ造りの2層構造となっており、上層は白木や漆塗り（漆工）など各町特色のある御殿造りで前部が舞台になっている。他地区の歌舞伎曳山との大きな相違は、舞台前部の2本の柱が取り外せるようになっており、演じ手の邪魔にならずに演技が行える事があげられる。曳山上層後部と3基とも白木造りの下層は楽屋となっているが、下層部は現在使用されていない。屋根は切妻造り、中町以外は二重屋根で、現在のように道幅が広くなかったため、家の軒などにぶつからないよう3基とも折り畳み式の可動屋根になっているが、西町曳山は1999年（平成11年）の改修によって固定式に改められた。車輪は3輪または4輪の地車（内車）様式である。
第二次大戦後に、各町に曳山をそのまま保管できる山蔵ができるまでは、火災による全焼回避のため、祭礼が終わると解体し部材ごとに箱に入れられ、町内の幾人かの個人宅の蔵に厳重に保管されていた。なお、曳山には釘や鎹（かすがい）は一切使われていない。現在は、2009年（平成21年）に開館した砺波市出町子供歌舞伎曳山会館にて、3基すべてを常設展示している。

### 西町
黒漆塗りの高欄と、見返り（背面）彫刻の「関羽読書図」以外は、塗りが施されていない白木の御殿が特徴である。
- 3基の中で一番高さが高く約6mある。
- 車輪は3基の内唯一4輪の地車（内車）である。
- 1789年（天明9年）に建造され、最も古い。
- 慶応年間（1865年 - 1868年）に現在の姿に造り替えられた。それ以前は簡素な舞台山であった。
- 見返り（背面）彫刻の「関羽読書図」は、2006年（平成18年）に、1872年（明治5年）に書かれた見返りの下絵が、南砺市の老舗井波彫刻店で発見されその頃の作とわかった。

### 中町
高欄と御殿（上部）は黒漆塗りで、彫金の金具が施されているのが特徴である。
- 屋根は唯一、一重である。
- 車輪は3輪の地車（内車）である。
- 1868年（慶応4年）3月に大修理をしたという墨書が2002年（平成14年）から2004年（平成16年）に行われた解体修理で発見され、江戸時代末期には現在の曳山とほぼ同じであった事がわかっている。その際16日間の修理期間に4人の大工、漆塗りに6人の塗師が関わっていることもわかっている。

### 東
高欄は朱漆塗りで、御殿は黒漆塗り、3基の内唯一前部の高欄中央が開いており、そこに花道を接続し、前部より役者が登場できるのが特徴である。
- 高さ5m、幅2.643m（高欄間）、長さ5.27m（曳き棒間）である。
- 車輪は3輪の地車（内車）である。
- 現在の曳山は1936年（昭和11年）に完成した2代目で、初代は1900年（明治33年）8月19日の出町大火で焼失した。現在（2代目）の曳山は1919年（大正8年）に台部が完成し、その上で子供歌舞伎が再開され、その後17年掛けて完成に至った。
- 名称が東町となっていないのは曳山再建の際、東町、木舟町、川原町、新町、新地の出町東部の5町が資金を出し合ったからである。
- 西町の見返り彫刻の下絵とともに見つかった、1849年（嘉永2年）に書かれた2種類の花の欄間の下絵が、東の山倉で保存されている古い欄間と一致したため、この頃に制作されたものとわかった。

## 砺波市出町子供歌舞伎曳山会館
2009年（平成21年）10月10日、砺波市出町子供歌舞伎曳山会館が砺波市出町中央に完成し開館した。愛称は「ゆめっこホール」。今まで3基の曳山は祭り当日以外各町の山蔵にて保管されていたが、通年を通じて人々に見て頂きこの祭りの継承・曳山保存、また町の賑わいの核を担う役目を目的として建設されたものである。設計は森俊偉プラスアルコ建築・計画事務所、鉄筋コンクリート一部鉄骨造り、地上2階建て、延床面積1,386 m2。
2階建ての会館正面入り口前には大きなひさしが掛かり、3基の曳山を並べて展示できる曳山広場になっており、祭礼前に行なわれる稽古上げではこちらで上演される。館内は緩やかな回り階段をもちい3基の曳山を色々な角度から見る事ができ、歌舞伎衣装・かつら、法被、西町で使用されていた浄瑠璃人形、曳山の部品、史料などが展示されている曳山展示室、全国各地の曳山子供歌舞伎祭の紹介、砺波市の砺波夜高祭り、獅子舞などの伝統文化の紹介、富山県内の曳山などを紹介する情報展示コーナー、約200人収容の芝居小屋風の多目的ホール、研修室などがある。また館内には曳山保存会の事務局があるほか、館内入り口には砺波市観光協会も移転し業務を行っている。なお当会館は2010年（平成22年）12月16日に、中部建築賞協議会より第42回中部建築賞（一般部門）を受賞している。